# Чащевитая
Чащеви́тая — гора на Среднем Урале, в Невьянском районе Свердловской области России. Высота вершины над уровнем моря — 443,6 метра.

## География
Гора Чащевитая расположена в юго-восточной части Невьянского района и Невьянского муниципального округа, к северо-западу от Екатеринбурга. Поблизости от гор Толстик и Чащевитая находится старинный Согринский рудник. У подножия проходит линия электропередачи и несколько дорог. К северо-востоку от горы проходит Серовский тракт.
На вершине горы Чащевитой есть небольшая скала, на которой растёт пара кедров. Гора малопосещаема, поэтому никаких тропинок к вершине нет. На склонах Чащевитой имеется изба — бывший старообрядческий скит.

## История
Гора Чащевитая получила своё название от непроходимых чащ, которые в прошлом покрывали её склоны. В недавнем времени лес активно вырубался, поэтому лесистых чащ на горе не осталось за исключением северного склона. На других склонах преобладают молодые деревья. Несколько лет назад восточный склон пострадал от пожара, поэтому здесь на большой территории стоит мёртвый лес.
Здесь планируется строительство малоэтажного жилого посёлка Уральская Слобода на 2,5 тысячи жителей. В настоящее время отсыпана дорога и освящено место под будущий храм.